# Blauwkruinmotmot
De blauwkruinmotmot (Momotus coeruliceps) is een vogel uit de familie motmots (Momotidae).

## Verspreiding en leefgebied
Deze soort is endemisch in noordoostelijk Mexico.

## Status
De grootte van de populatie is in 2019 geschat op 20.000-50.000 volwassen vogels. Op de Rode lijst van de IUCN heeft deze soort de status niet bedreigd.